# 常盤井宮滿仁親王
常盤井宮滿仁親王（ときわいのみやみつひとしんのう、新字体で｢満仁親王｣とも、文和3年/正平9年（1354年） - 応永33年10月8日（1426年11月7日））は、室町時代前期の皇族。常盤井宮3代当主。かろうじて親王になることができ弾正尹などを務めたが品位は無品のまま据え置かれた。

## 生涯
全仁親王の子として生まれ、応安2年正月に元服して後光厳天皇の猶子となる。元服以来、何度も親王宣下を申請を起こしたが、「孫王の立親王、近比禁制しおはんぬ」（『後光厳天皇日記』応安3年8月30日条）として、認められなかった。
ついに焦燥のあまり愛妾小少将を足利義満に差し出してその推挙を得て、永徳元年（1381年）にようやく親王宣下を受けることができた（弟の尊賢法親王と同日）。
三条公忠は日記『後愚昧記』（永徳元年12月24日条）に「諂諛（てんゆ＝媚びること）せらるるの故に、武家（＝室町殿足利義満）挙申す」と記して嘲っている。「本来ならば親王になどなれない人である」と評した者もあったという。
その後は義満の家臣同然に扱われており、（一般常識では考えられないが）諱の｢満｣（旧字体:滿）の字は義満から偏諱を与えられたものと考えられる。
永徳3年正月16日、左大臣であった義満が内弁を務める踏歌節会に満仁が参加した功績で弾正尹に任じられているが、当時満仁以外の在俗の親王（北朝）は後円融上皇・後小松天皇と対立関係にあった伏見宮栄仁親王しかおらず、義満が進める朝儀復興の中で儀式における親王不在を回避するために満仁の有用性があったと言える。
その後、応永2年（1395年）に義満が出家した際には「法名は何にするつもりか」と問われ、もともとそのつもりはなかったにもかかわらずあわてて出家している。一条経嗣は日記『荒暦』に「力なく俄に出家と云々、言語覃ばざる（およばざる）事等なり」と記している。その後は「常磐井入道親王」と呼ばれた。
応永33年（1426年）に薨去した。